# Матија Парац
Матија Л. Парац (1885—?) био је аустроугарски и југословенски официр, пешадијски бригадни генерал Југословенске војске, потом краткотрајно припадник Хрватског домобранства и затим командант Хрватске армије Југословенске војске у Отаџбини.

## Биографија
Матија Парац је рођен 1885. године у хрватској породици. Након завршене Кадетске школе, постао је официр Аустроугарске војске и као такав се борио у Првом светском рату.
По капитулацији Аустроугарске, ступио је у редове војске новоформиране Краљевине Срба, Хрвата и Словенаца. Распоређен је на службу у Крагујевац, где се 1920. године венчао са Даринком Костић, кћерком хотелијера Наума Костића.
Априлски рат 1941. године га је затекао на дужности команданта пешадије Дравске дивизије. По капитулацији, прелази у Хрватско домобрантсво, где остаје до 1942. године, када прелази у Београд.
Није познато када је тачно стао под команду Југословенске војске у отаџбини и генерала Драгољуба Драже Михаиловића, али се зна да је током лета 1944. године боравио на Равној гори и да га је Михаиловић 1. децембра 1944. године именовао за команданта Хрватске армије у саставу ЈВуО и одредио да прикупља распале хрватске одреде на простору уже Хрватске.
Из писма које је 22. децембра 1944. године генерал Михаиловић упутио Доброславу Јевђевићу, сазнаје се да је генерал Парац у Словенији. Генерал Парац је напустио земљу и отишао у Италију. Преминуо је у емиграцији.